# Sick (album)
Albums de Loaded
Wasted Heart
(2008) The Taking
(2011)
Sick est le deuxième album studio du groupe américain Loaded. C’est leur premier album après leur pause de 2002 à 2008, avec le nouveau line-up. Il a été enregistré et produit par Martin Feveyear dans le Jupiter Studios à Seattle, Washington et est sorti le 30 mars 2009 en Europe et aux États-Unis par le biais de Century Media Records. L’écriture de l'album a commencé en 2008, quand le chanteur Scott Weiland (ex Stone Temple Pilots) a quitté l’autre groupe de Duff McKagan, Velvet Revolver, en avril de la même année. L’enregistrement de Sick a commencé et a été achevé en juin 2008.
Après la sortie de l’album Sick, Loaded publie un single et une tournée dans plusieurs pays du monde entier, avec notamment les États-Unis, l’Amérique du Sud et plusieurs pays d'Europe. Le groupe participera à plusieurs festivals. L’album a reçu des critiques généralement positives ; beaucoup comparent l’album aux anciens groupes de Duff McKagan, Guns N' Roses ou encore Velvet Revolver. Le groupe produit un single intitulé « Flatline ».
Une édition de luxe limitée de Sick sort en même temps que sa sortie standard. Elle contient un live exclusif filmé au Garage à Glasgow, en Écosse, d’un bonus DVD de Loaded filmant leur tournée et de la vidéo promotionnelle de "No More". L'album a été réédité le 20 mai 2011, à la suite de la signature du groupe chez Eagle Rock Entertainment.

## Critique et réception
Sick est sorti le 20 mars en Europe et aux États-Unis le 7 avril 2009. Il est entré dans l’Us Billboard Top Heetseakers à la place #43 dans sa première semaine, avec plus de 1 400 exemplaires vendus.
Il a reçu généralement des critiques plutôt positives par les webzines américains. La plupart ont bien apprécié son style punk qui fait penser au style de son ancien groupe Guns N' Roses.

## Track listing
Toutes les chansons sont écrites et composées par Loaded.
| 1.    | Sick                            | 2:51 |
| 2.    | Sleaze Factory                  | 3:47 |
| 3.    | Flatline                        | 3:02 |
| 4.    | IOU                             | 3:36 |
| 5.    | The Slide                       | 3:10 |
| 6.    | Translucent                     | 3:08 |
| 7.    | Mother's Day                    | 3:50 |
| 8.    | I See Through You               | 3:57 |
| 9.    | Forgive Me                      | 4:12 |
| 10.   | No Shame                        | 3:32 |
| 11.   | Blind Date Girl                 | 5:10 |
| 12.   | Wasted Heart (electric version) | 4:57 |
| 13.   | No More                         | 4:33 |
| 49:50 |                                 |      |

| 14. | Roll Away               | 4:59 |
| 15. | Wasted Heart (acoustic) | 4:33 |

| 1.  | Sick (live)                                  |  |
| 2.  | Queen Joanasophina (live)                    |  |
| 3.  | IOU (live)                                   |  |
| 4.  | No More (live)                               |  |
| 5.  | Dark Days (live)                             |  |
| 6.  | Superman (live)                              |  |
| 7.  | Sleaze Factory (live)                        |  |
| 8.  | Executioners Song (live)                     |  |
| 9.  | 10 Years (live)                              |  |
| 10. | Translucent (live)                           |  |
| 11. | I Wanna Be Your Dog (live The Stooges cover) |  |
| 12. | No More (promo video)                        |  |
| 13. | Webisode #1                                  |  |
| 14. | Webisode #2                                  |  |
| 15. | Webisode #3                                  |  |
| 16. | Webisode #4                                  |  |
| 17. | UK Tour Webisode                             |  |